# Glen Lindsay
Glen Stuart Lindsay (Kanada, Saskatchewan, Saskatoon, 1948. április 11. – 2014. január 10.) kanadai profi jégkorongozó kapus.

## Karrier
Komolyabb junior karrierjét a WCJHL-es Saskatoon Bladesben kezdte 1967-ben. Az 1968-as NHL-amatőr drafton a Minnesota North Stars választotta ki a 3. hely 22. helyén. Felnőtt pályafutását az IHL-es Des Moines Oak Leafs kezdte 1968 végén, de csak 4 mérkőzésen játszott. Ezután a WIHL-es Trail Smoke Eatersbe került kettő szezonra, de 1970–1971-ben nem játszott. Utolsó profi idényében visszakerült az IHL-be a Des Moines Capitolsba. Végül egy évvel később vonult vissza egy saskatooni senior csapatból. A civil életben a jégkorong után férfi ruhákkal foglalkozott.